# Вирлицька вулиця
Ви́рлицька ву́лиця — вулиця в Дарницькому районі міста Києва, житловий масив Осокорки. Пролягає від вулиць Вишняківської та Ревуцького до Колекторної вулиці.

## Історія
Вулиця запроєктована на початку 1990-х років під назвою Нова-5. Сучасна назва — з 1993 року, від озера Вирлиця, вздовж берега якого вулиці проходитиме. Станом на 2012 рік забудову вулиці не розпочато.